# Centrophorus seychellorum
Centrophorus seychellorum е вид хрущялна риба от семейство Centrophoridae.

## Разпространение и местообитание
Този вид е разпространен в Сейшели.
Обитава океани и морета.

## Описание
На дължина достигат до 65,2 cm.